# The Next Penelope
『The Next Penelope』は、フランスのゲームクリエイターAurélien Regardが開発しPlug In Digitalより2015年5月29日に発売されたゲームソフト。
ギリシア神話を題材とした古代ギリシアの叙事詩『オデュッセイア』の設定を元にしつつ舞台を遥か未来に移したSF作品で、主人公の女性・ペネロペが夫のオデュッセウスの行方を捜すべくマシンを操縦し様々な惑星を巡る。各惑星のステージは、マシンでコースを走行するレースゲームの形式で進行するが、マシンに搭載されたウェポンで敵機を攻撃したり障害物を吹き飛ばしたりするというシューティングゲームの要素も加わっている。

## システム
攻略対象となる惑星は6つあり、それぞれに3つのステージが含まれている。各ステージには、1位でゴールするなどのミッションが設定されており、これを達成すればステージクリアとなる。最初の惑星のイタケー島以外は任意の順番で攻略でき、6つの惑星をすべてクリアすると最終ステージに進むことができる。なお、これらのステージ以外に、ゲームの進行とは関係ないエクストラステージが5つ存在する。
各ステージでは、真上から見下ろした視点で表示されたコースを走行する。自機はアクセルとブレーキがない状態で走行し続け、プレイヤーはハンドル操作を行う。また、シナリオの進行に応じて順次追加される後述のウェポンを走行中に使用できる。画面上部に表示されているエネルギーゲージは、敵の攻撃やコースの壁面にぶつかった時、およびウェポンの使用時に減少し、ゲージが尽きるとゲームオーバーになる。各ステージの走行中やステージクリア時に手に入る「XPコイン」を消費すると、自機の性能を強化することができる。
本編とは異なるマルチプレイモードでは最大4人の対人対戦を行う。各マシンはウェポンを1種類だけ搭載できるが、使用時には反動で大ダメージを受ける。レース中の画面は1位のマシンを追従するように表示され、画面からフレームアウトしたマシンは強制的に敗退する。

## ウェポン
コースを周回するステージでは2周目以降で使用可能となる。
スマッシュブースト
一時的に加速する。加速中に障害物に当たると破壊でき、敵機に当たるとスピンさせることができる。
プラズマガン
レーザーを発射し敵機を攻撃する。レーザーはコースの壁面に当たると反射する。
テレポート
走行中に任意の場所を指定して瞬間移動できる。敵弾、障害物の回避や、コースのショートカットの際に使用する。
吸血地雷
コース上に地雷を配置し、敵機がダメージを受けると自機のエネルギーが回復する。
ハープーン
走行中に任意の場所を指定して銛を発射し、コース上の障害物を取り除くことができる。
ブラッククリスタル
敵弾をXPコインに変換し入手できる。

## 開発
本作は、Aurélien Regardが自身のゲーム会社Arkedo Studioを閉鎖した後の初作品で、コーディングだけでなく、アート、音楽に至るまですべて1人で担当している。プロジェクトを始めた2012年当時、Steamでは一般的で小規模な自動車ゲームが数多く登場していたが、Regardはこれらが非常に退屈だと感じていたことから、何か少し違う要素を取り入れてみようと考えた。
『オデュッセイア』とSFを組み合わせるというアイデアは、Regardが若い頃に見ていた日仏合作アニメ『宇宙伝説ユリシーズ31』から着想を得ている。また、インスピレーションを受けたゲームとして、Regardは、『F-ZERO』や多くの16ビットシューティングゲームのシステム、そして『スターフォックス』などのようなスーパーファミコン時代の平面的なポリゴン表現を挙げている。